# Lilatilakam
Lilatilakam (IAST: Līlā-tilakam, "diadema de poesía") es un tratado en sánscrito del siglo XIV sobre la gramática y la poética de la forma lingüística Manipravalam, precursora del idioma malabar moderno hablada en el estado de Kerala en la India.

## Fecha y autoría
Lilatilakam es una obra anónima y generalmente data de finales del siglo XIV. Está atestiguado por dos (posiblemente tres) manuscritos y ninguna otra fuente premoderna sobreviviente hace referencia a él.

## Contenido
Lilatilakam (literalmente "diadema de poesía") se autodenomina el único tratado disciplinario (shastra) sobre Manipravalam, que describe como la "unión" del sánscrito y el Kerala-bhasha (el idioma regional hablado en Kerala).
El texto está escrito en lengua sánscrita, en forma de una serie de versos comentados; también presenta ejemplos de versos en idioma Manipravalam.